# Langerlo

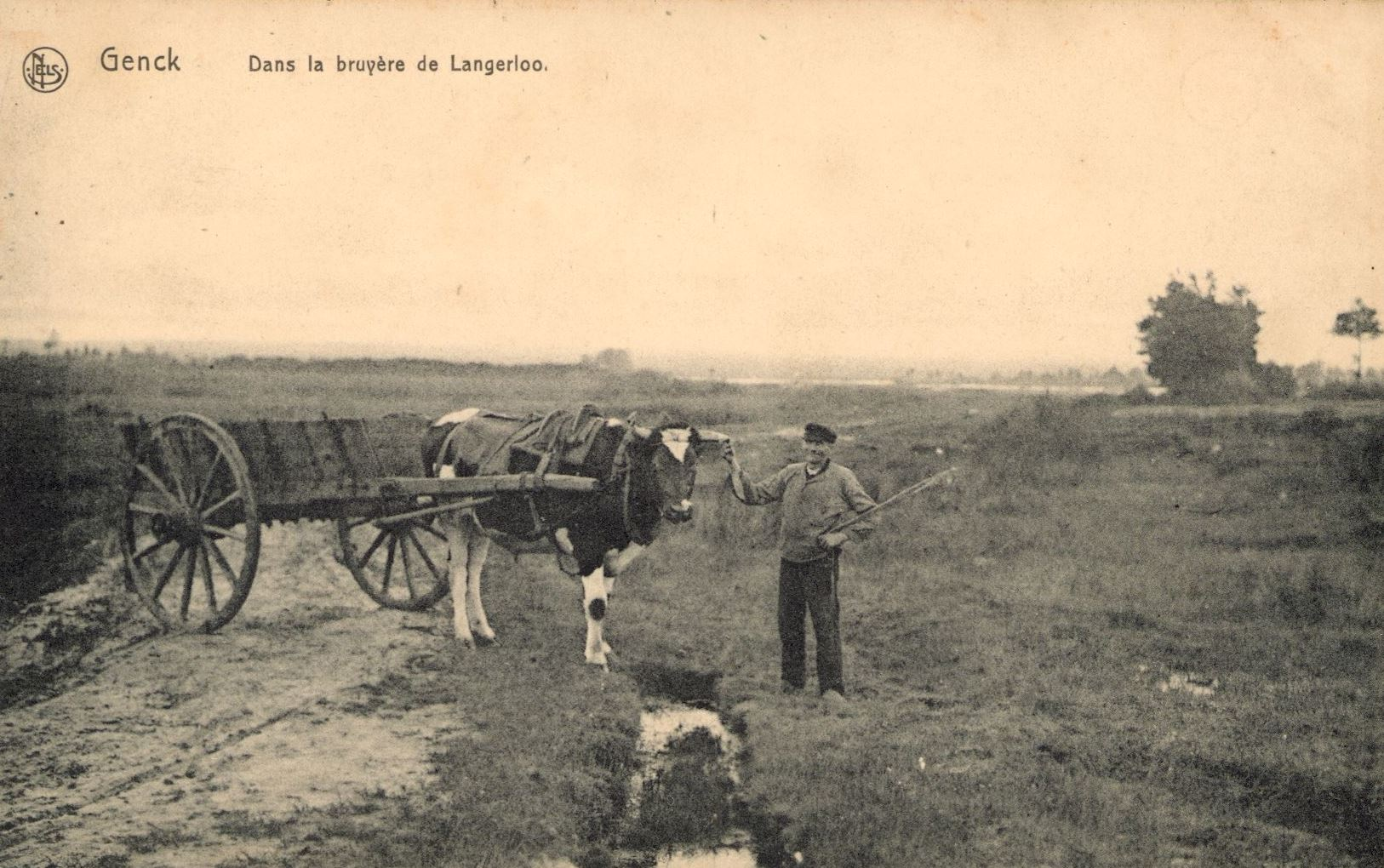
Langerlo in een ver verleden

Langerlo is een gehucht van Genk, gelegen in het zuiden van deze stad, nabij het Albertkanaal.
Kerkelijk gezien hoort Langerlo bij de parochie Onze-Lieve-Vrouw Moeder der Kerk, waarvan het kerkgebouw in de nabijgelegen wijk Kolderbos is gevestigd.
Nabij Langerlo ligt de Elektriciteitscentrale van Langerlo, er zijn sluizen in het kanaal, waarover een spoorbrug loopt, en er is een insteekhaven. Ten zuidoosten van Langerlo bevindt zich het Observatie- en behandelingscentrum Bethanië, dat in 1965 werd gesticht. Verder naar het oosten ligt de wijk Sledderlo.
Aan beide zijden van het kanaal vindt men uitgestrekte industrieterreinen.
De elektriciteitscentrale heeft een vermogen van 556 MW. Het is een kolencentrale, die tevens hout en aardgas verstookt. Ze is onderdeel van energiebedrijf E.ON.

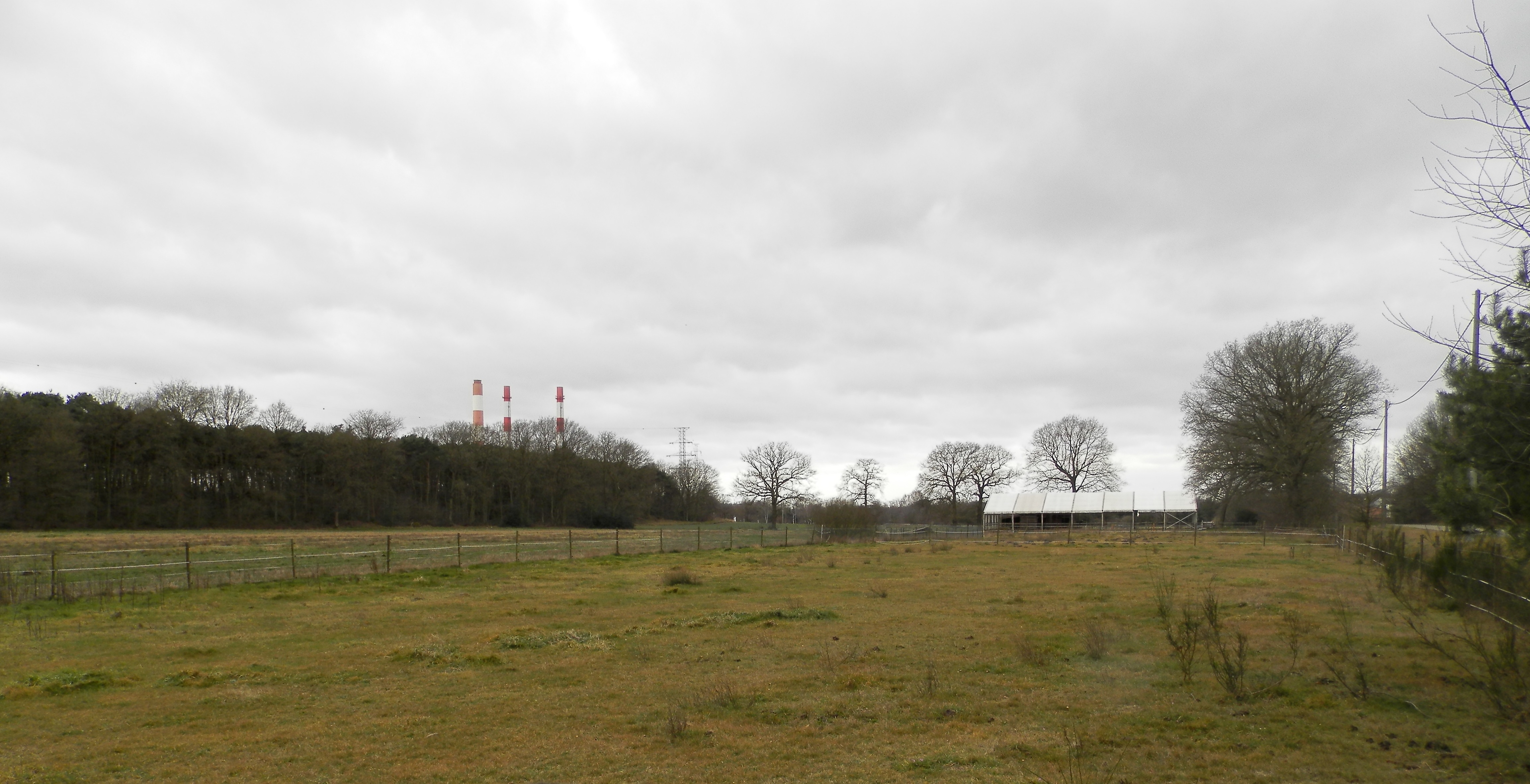
Lo, open vlakte in Langerlo

Langerlo is het oudste gehucht van de stad Genk in de Belgische provincie Limburg. Het ligt in het zuiden van Genk. Het bezit net zoals vroeger een ‘lo’, een open vlakte.

## Geschiedenis
De geschiedenis van Langerlo start in de 7e eeuw met de bouw van een kapel op de overgang van het vruchtbare Haspengouw en de ruige Kempen. De kapel werd gebouwd door Landrada, uit een koninklijke familie en gewijd door de heilige H. Lambertus in 689. Vanuit Munsterbilzen vertrokken monniken om het christendom te verkondigen onder meer richting Genk en dus naar Langerlo. Dit zorgde voor nederzettingen. In 843 deelt het verdrag van Verdun het Karolingische rijk op in drie staten en gaat Langerlo deel uitmaken van het koninkrijk Germanië. Dit koninkrijk verbrokkelde tot Neder-Lotharingen, bestuurd door Godfried van Bouillon. Onder zijn bewind trok een leger in 1096 op kruistocht. Wie mee ging kreeg privileges toegekend zoals kwijtscheldingen en penitenties. Ook werd er ingestaan voor hun bezittingen door de kerk. Na de kruistocht kwam het hertogdom van Godfried van Bouillon onder de voogdij van het prinsbisdom Luik. Ook zijn moeder maakte haar bezittingen over aan de kerk van st. Amor van het stift van Munsterbilzen ('Monasterium Belisia'). Dit werd in een oorkonde vastgelegd waarin ook een vermelding werd gemaakt van 'specta pars decimae de langele' oftewel 'een zesde deel van de tienden van Langerlo'.
De invoering van de tienden gebeurde door Karel de Grote in de 8ste eeuw. Het betalen van de tienden was de heersende belastingen en een gewoonterecht van de kerk. De inwoners moesten één tienden van de opbrengst betalen aan de parochie. Ze konden zowel betalen in geld als in natura. Langerlo betaalde de tienden aan de abdij van Munsterbilzen, waardoor Langerlo afhankelijk was van Munsterbilzen. Deze oorkonde dateerde van het jaar 1096. Omdat er geen enkel document bestaat met een eerdere vermelding over Langerlo wordt het jaartal 1096 aangenomen als het ontstaan van Langerlo.
Er is pas sprake van Genk in het jaar 1108. In een schenkingsakte van 13 december 1108 schonk Graaf Adolph van Saphenberg de tienden van “Geneche” aan de abdij van Rolduc. Sinds 1366 maakt het prinsbisdom luik deel uit van het graafschap Loon. Doch had het prinsbisdom Luik haar eigen zelfstandigheid. Langerlo en dus ook het prinsbisdom Luik lag centraal waardoor zij vaak bezocht werden door troepen. Om dit tegen te gaan, werd er in elk gehucht een heerwagen aangesteld en tevens een burgemeester. In 1648 werden er verschillende, personen vermoord door soldaten van Lotharingen, die vochten tegen de huyslieden. In Langerlo werden op dat moment 30 gezinnen geteld, waarvan zeven personen stierven.
De Franse Revolutie zorgde er in 1795 voor dat onze streken voortaan behoorde tot de Franse Republiek. Door de kerkvervolging tijdens de Franse Revolutie, was er een volledige ondergang van de abdij van Munsterbilzen. Onder het bewind van Willem I werd de provincie Limburg in het leven geroepen. Langerlo zou voortaan tot Limburg behoren.
Bij de Belgische omwenteling in 1830 werd België onafhankelijk, maar Nederlands Limburg en Belgisch Limburg werden één gehouden. In 1839 splitsten ze echter en Langerlo behoorde vanaf toen toe aan Belgisch Limburg. In de 19de eeuw veranderde het landbouwgebied stilaan in een industriegebied. De aanzet hiervan was de bouw van het Albertkanaal. Langzaam trokken grote industriegebouwen richting Langerlo om zich daar te vestigen. Langerlo werd ook verbonden met de wijk Kolderbos. Dit werd symbolisch gemaakt, in 1967, door de oprichting van een nieuwe parochie ‘Maria, Moeder van de Kerk’. Deze parochie behoort momenteel tot het bisdom Hasselt.

## Toponymie
Door de jaren heen veranderde de schrijfwijze van de naam 'Langerlo'. 
- 1096: Langele
- 1532: Langenroy
- 1561: Langenrode ook Langeroy
- 1569: Langenroode
- 1581: Langenroij
- 1587: Langroij
- 1590: Langenroy
- 1597: Langenroij (dezelfde schrijfwijze als in 1581)
- 1599: Langerlo
- 1696: Langerloe
- 1755: Langroij sub genck
- 1777: Langerloo

## Langerlo vroeger en nu

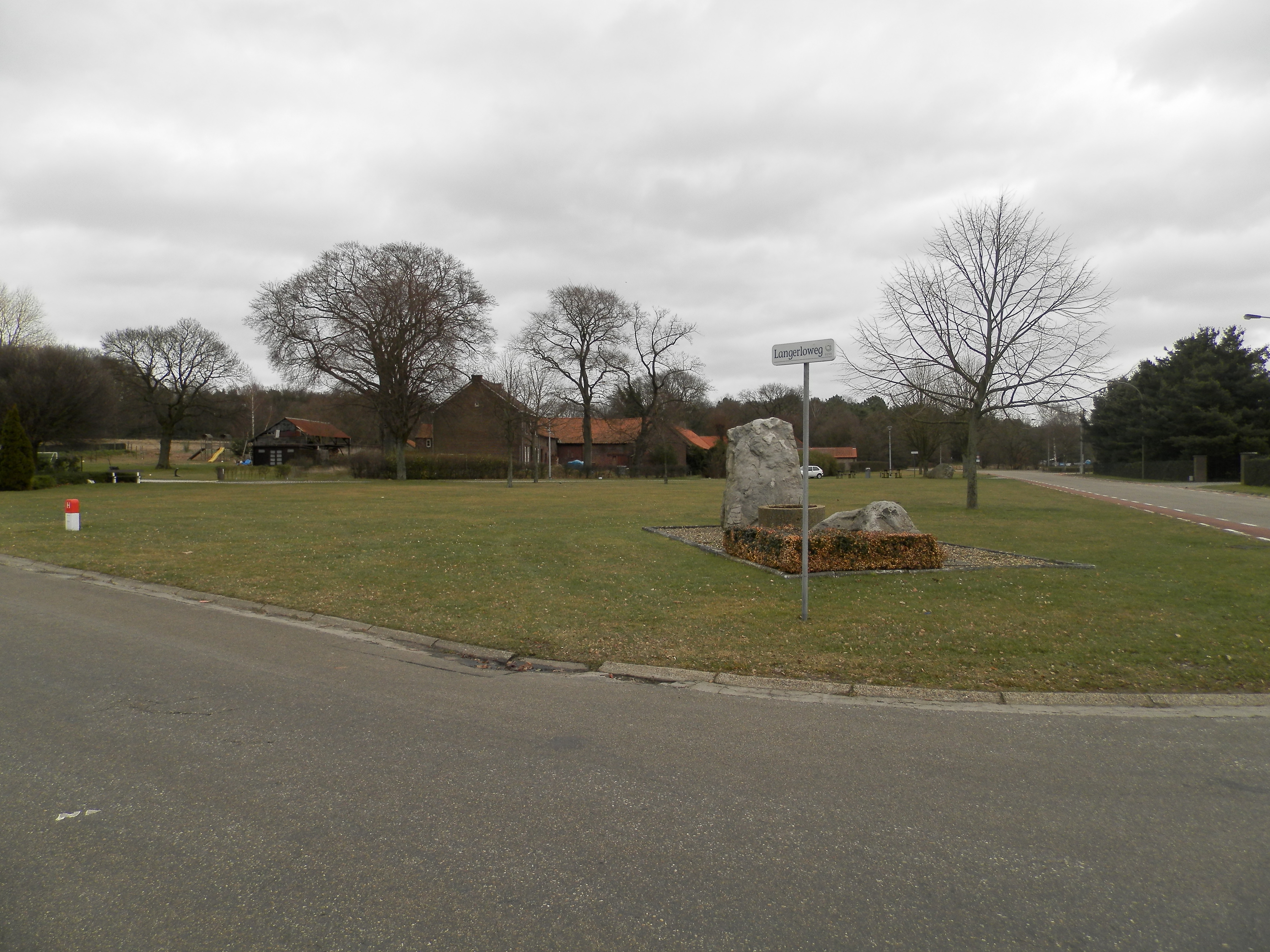
Het driehoeksplein

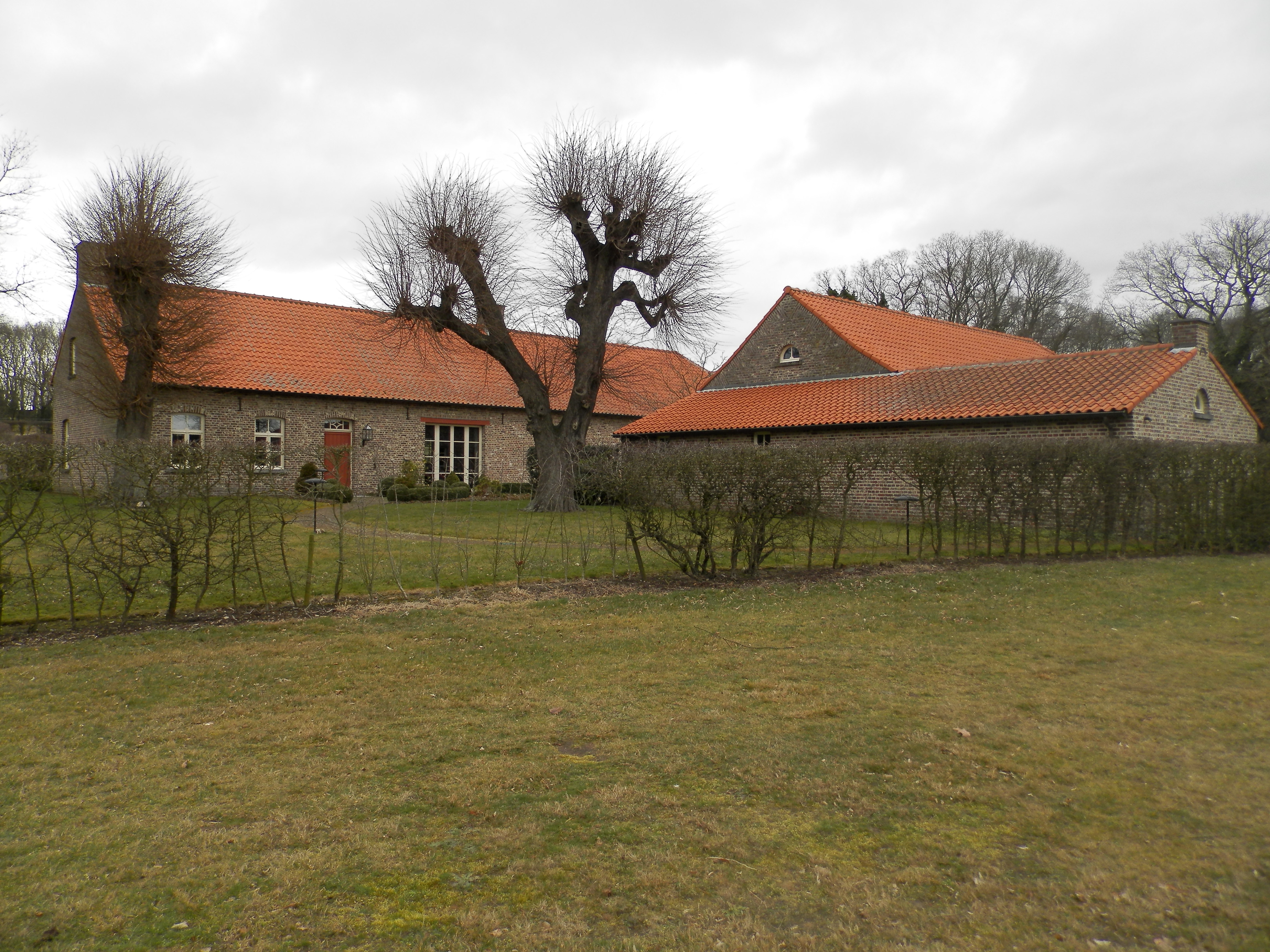
Een langgevelhoeve

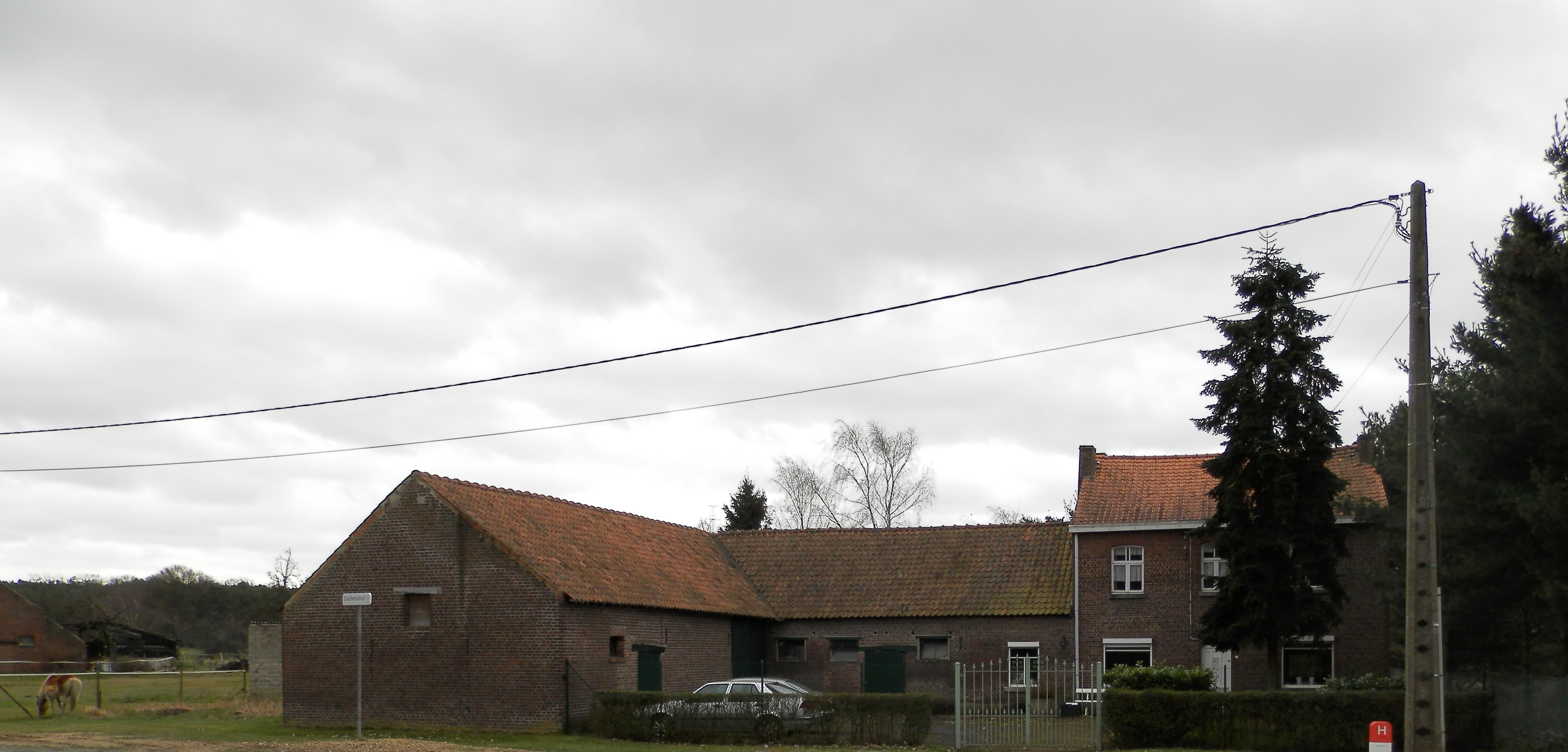
Een langgevelhoeve aan het driehoeksplein

### Natuur
Langerlo was een vruchtbaar gebied. Er werden verschillende graansoorten geteeld waaronder rogge, boekweit, haver, evie en winterkoolzaad. Maar ook groenten en fruit. In Genk kwamen er, volgens een studie in 1875, twee soorten wilde orchideeën voor. Het gaat om de Spiranthes aestivalis en de Spiranthes autumnalis. Op acht plaatsen werden deze planten teruggevonden, waaronder ook in de moerassen van Sledderlo en Langerlo. Door de aanleg van het Albertkanaal werd de grond droog, waardoor de planten er niet meer konden groeien.

### Het driehoeksplein en de langgevelhoeves
Langerlo heeft een prachtig driehoekig pleintje dat bewaard is, zoals het was in 1900. Het pleintje werd vroeger beschouwd als een gemeenschapsweide. Deze functie kreeg het door een reglement, dat in voege ging in de 16e eeuw, en dat bepaalde dat elk braakliggend stuk grond gebruikt moest worden voor de gemeenschap. Vroeger werd het pleintje gebruikt om het vee te laten grazen. Momenteel is het nog steeds een gemeenschappelijk pleintje, waar men ook de duivelsstenen terug vindt.
Ook de langgestrekte boerderijen zijn er nog terug te vinden. Een van de vele langgevelhoeves is zelfs opgenomen in de inventaris van het Bouwkundig erfgoed.
De boerderijen zijn telkens op dezelfde manier opgebouwd. Het woonhuis met de kamers bevindt zich samen met schuur en stal onder één dak. Deze bouwstijl is ontstaan door de armoede die heerste onder de boeren. Wat opvalt, is dat de hoeves vaak maar een kleine stapelruimte en schuur hadden, omdat er maar weinig geoogst werd. Om kosten te besparen, werd er goed rekening gehouden met de windrichtingen. Zo werd de voorgevel naar de zonnekant gericht, om zo warmte en licht binnen te krijgen.

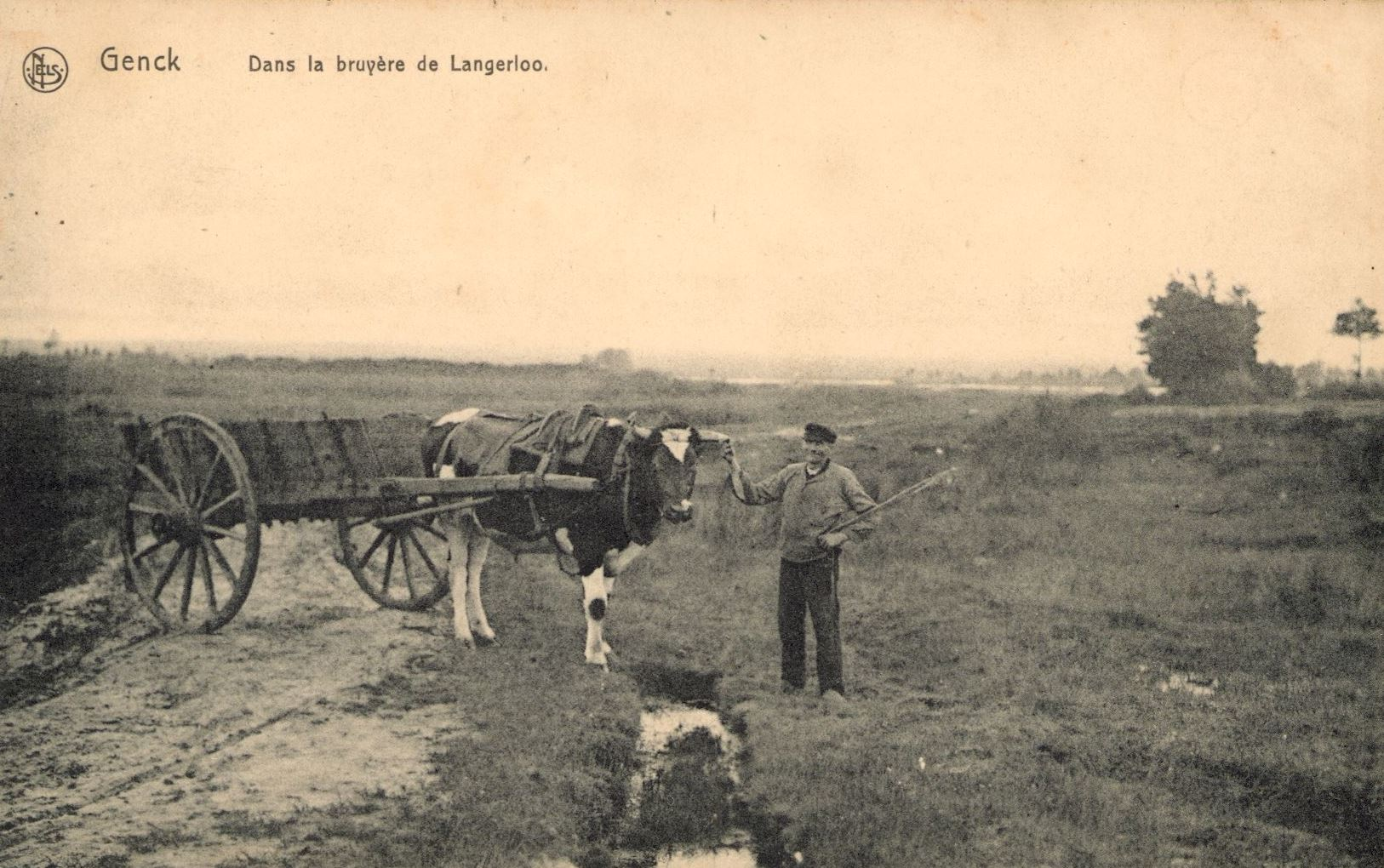
Postkaart Bruyere Langerlo collectie Stad Genk
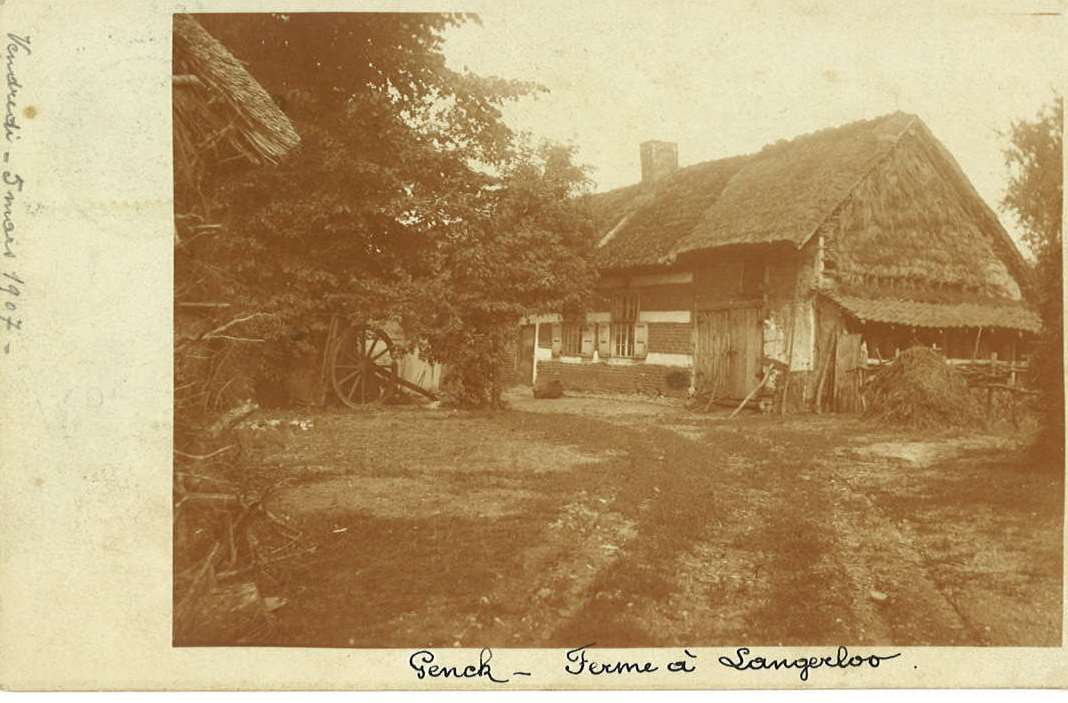
Postkaart Ferme Langerlo collectie Stad Genk

### Rondom het driehoeksplein
Ten noordoosten van het driehoeksplein ligt een bosrijk gebied. Vroeger liep daar de Maas met vele zijarmen. Door dit vruchtbaar gebied trokken veel families naar Langerlo om zich daar te vestigen. Zij konden het water halen uit de Lousbeek. Rond de Lousbeek bevinden zich nu nog altijd uitgestrekte weides. Ook heeft de Lousbeekstraat haar naam te danken aan de rivier. Aan het driehoeksplein stond nog een oude Kempense boerderij van de jaren 1900. Ter eren van het 900-jarig bestaan van Langerlo werd het opnieuw opgebouwd. Het bestond uit een schuur, mutsaardmijt, een houten omheining, een apart wc’tje en plaats voor het vee. Deze boerderij was vroeger eigendom van de familie Hannes. De straat waarin de boerderij lag, de Hannesstraat, is een verwijzing naar de familie Hannes.

### Het kapelletje
Op het driehoeksplein staat een neogotische kapel. Deze kapel werd gebouwd in 1901. De kapel werd opgetrokken met veldovenstenen en de ramen zijn gebrandschilderd. In de toren werd een bronzen klok geplaatst, die later gestolen werd. Voor de inwoners van Langerlo was de kapel een bijzonder gebouw, omdat ze zelf geen kerk hadden. Bij een overlijden werd er een gebedswake gehouden in de kapel voor de overledene. In de maand april zorgden alle inwoners ervoor dat de kapel grondig schoon was voor de kruisdagen in de maand mei. De processie startte toen aan de Sint-Martinus kerk in het centrum van Genk met als eindbestemming de kapel in Langerlo. Er werd dan een zandtapijt aangelegd met witte steentjes. Na de bouw van de nieuwe kerk in 1967, verloor de kapel haar functie, waardoor het gebouw bouwvallig werd. In 1989 werd de kapel gerestaureerd door de buurtbewoners en op 15 augustus 1989 werd de kapel ingewijd door wijlen pastoor Honings. Nu wordt de kapel niet meer veel gebruikt, maar heeft nog steeds een symbolische waarde.

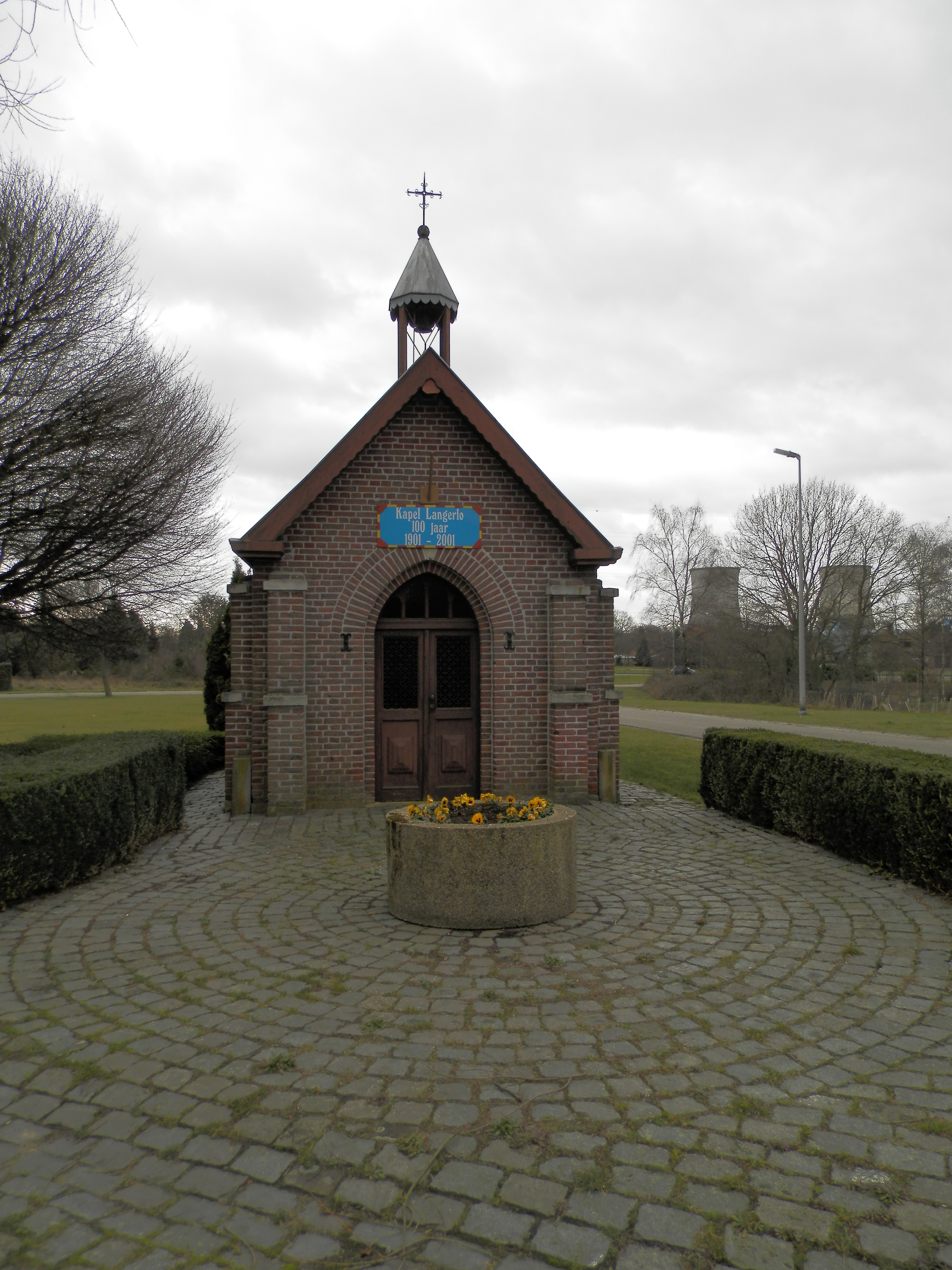
De kapel
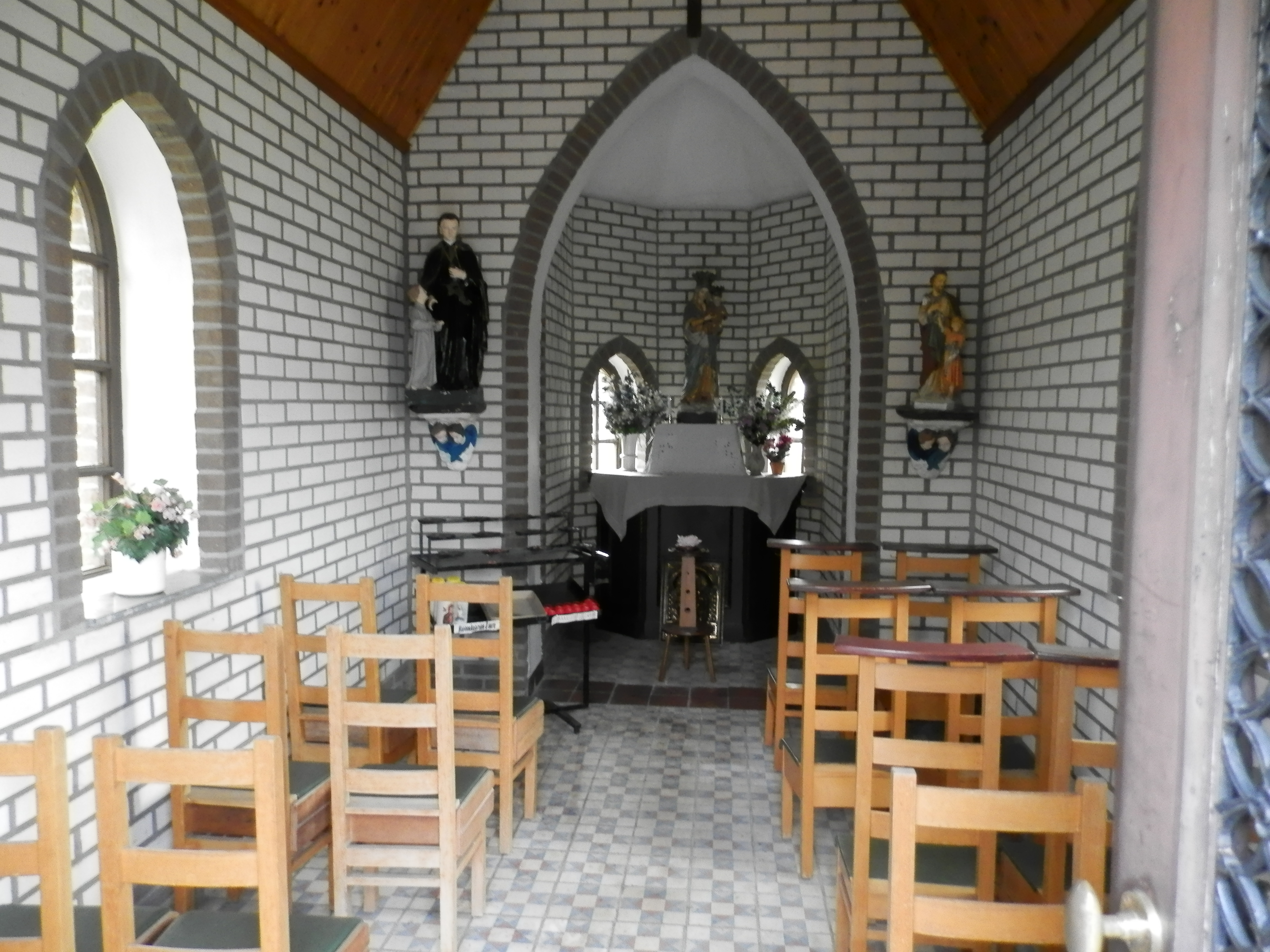
De binnenkant van de kapel

### De molen en de melkerij
In 1893 werd er in Langerlo een melkerij en een molen opgericht. De melkerij werd opgericht door een dertigtal vennoten door een feitelijke vennootschap. De vergaderingen vonden telkens plaats in de herberg van Peter-Jan Lenskens die vergezeld werd door notaris Pieter-Gerard Olaerts. Zij waren tevens de eerste voorzitters van de melkerij gedurende vier jaar en Pieter Truyen was de uitbater. De melkerij werd opgericht om gedurende 30 jaar te zorgen voor het bewerken en de verkoop van melk. Het trok vele boeren van verschillende dorpen aan, waaronder Camerlo, Terboekt, Sledderlo en Wiemesmeer. Tijdens de Eerste Wereldoorlog kon de melkerij overleven en leverde deze zelfs aan het Duitse leger. Bij de opkomst van de industrie verloor de melkerij veel inkomsten en werd de vennootschap “Samenwerkende Melkerij en Stoommolen Sint-Jozef” uiteindelijk ontbonden.

### De schipperskapel
Tijdens de eerste industrialisatie werd er in de haven voornamelijk steenkool verscheept. Vele schippersfamilies verbleven in hun schip en waren dus vreemdelingen in onze streken. Pater Schuermans bekommerde zich echter over het lot van de schippers en was dan ook de eerste pater op een schip in de haven van Langerlo. In 1953 werd er een houten schipperskapel gebouwd door de opvolger van Pater Schuermans, met name Pater Lauwers. Hij verzorgde elke zondag een eucharistieviering. Deze was niet enkel toegankelijk voor de schippers maar ook voor de families. In 1966 werd de kapel afgebroken maar de oprichting van de nieuwe parochie ‘Maria, Moeder van de Kerk’, zorgde voor een alternatief.

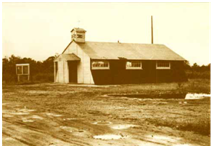
De schipperskapel
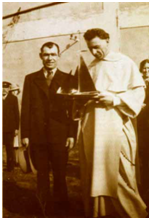
Pater Schuermans

### Het schooltje
Omdat er veel kinderen van de schippersfamilies op het schip verbleven, richtte E. H. Deken Swinnen een schooltje op in 1953. Er was één kleuterklasje, dat was ingericht in een woonhuis, gebouwd in 1930. Het schooltje was afhankelijk van de Vrije Meisjesschool ‘Mater Dei’ van Genk Centrum. Een deel van het huis werd zelfs nog bewoond door de familie Quivreux. Niet alleen de schipperskinderen trokken naar het schooltje maar ook veel kleutertjes uit de omgeving. Op 31 augustus 1975 sloot het schooltje zijn deuren. Momenteel is het een woonhuis.

### Den Ichter
Om alle Langerlonaren bij elkaar te brengen, werd een buurthuis geopend op 24 mei 1975. Het werd opgebouwd uit materialen afkomstig van de mijnhuizen in Houthalen-Helechteren. Het buurthuis werd ‘Den Ichter’ genoemd verwijzend naar het oud-Langerlo’s woord: Ichteren oftewel “eens goed en gezellig praten met elkaar”. Tot op de dag van vandaag worden alle Langerlonaren er uitgenodigd om elke zondag een kaartje te gaan leggen. Er worden ook jaarlijks verschillende activiteiten georganiseerd.

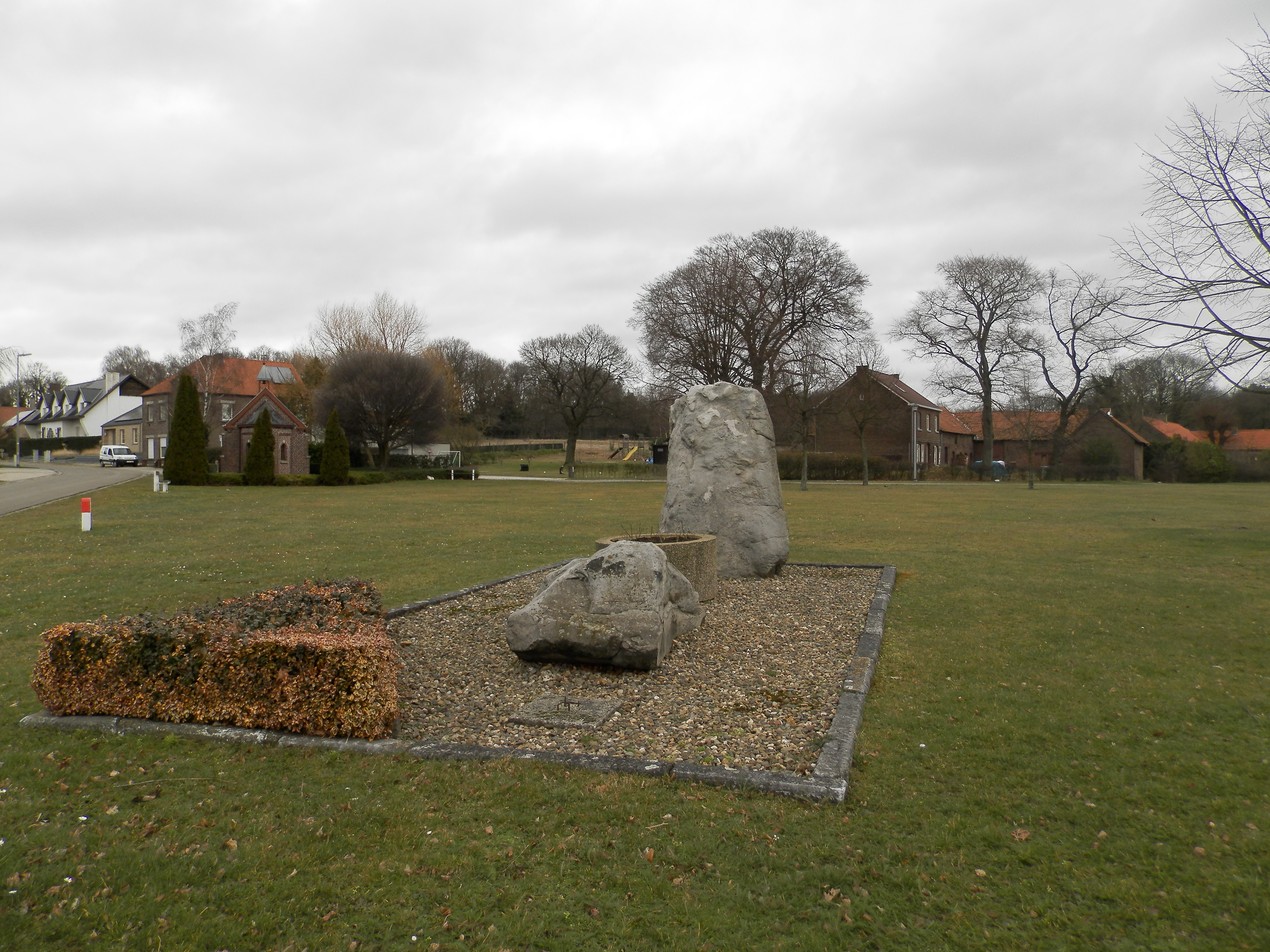
De Duivelstenen

### De duivelstenen
Omdat de oorsprong niet kon verklaard worden, gingen er veel geruchten rond. Deze geruchten werden door Lod Lavki samengebracht in zijn boek ‘De duivelsklauw’,  gepubliceerd in 1935. Om de oorsprong te achterhalen, werden de stenen onderzocht.

#### Het verhaal van Lod Lavki

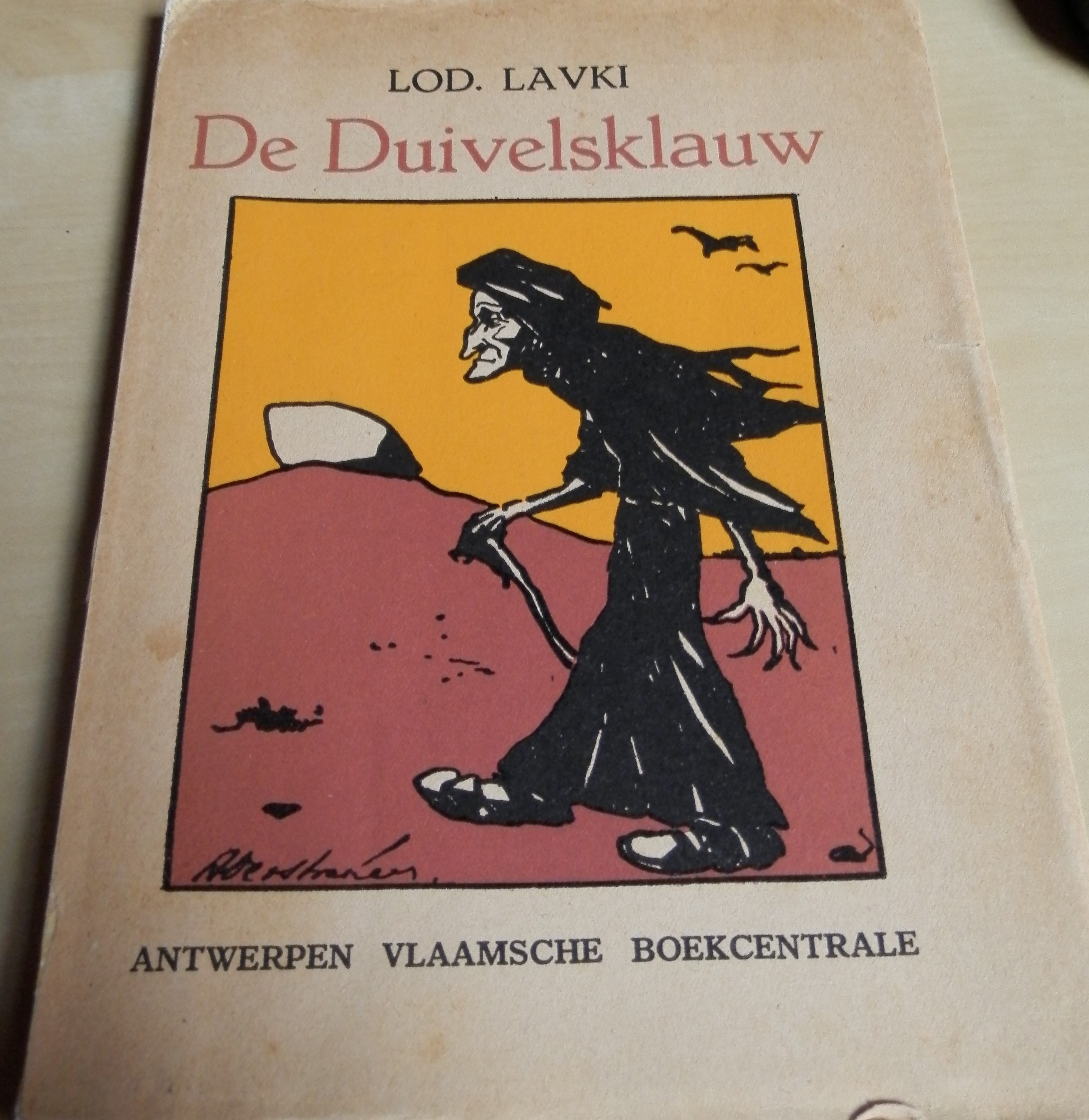
De Duivelsklauw van Lod Lavki

Het verhaal van Lod Lavki vat de geruchten van de inwoners van Langerlo samen in een mooi verhaal.
“In Langerlo woonde vroeger een heks, Boelemekkemaai, waar iedere inwoner schrik van had. Ze was zeer oud, zeer lelijk, hinkend en kromgebogen. Alles wat ze had was vuil en oud, maar haar ogen schitterden altijd. Ze schitterden zelfs zo hard, dat niemand haar blik kon verdragen. Boelemekkemaai kwam maar enkele keren per jaar naar buiten. Bij haar komst liepen alle kinderen, maar ook de volwassen weg van haar.
Bij de aanvang van elk jaargetij moest Boelemekkemaai een mens hebben. De persoon die gevangen werd door Boelemekkemaai, werd geofferd op een groot rotsblok op de top van de heuvel.
Langs het huis van Oswin, een herder in Langerlo, vestigde een vreemde man zich. Terwijl de vreemdeling zijn netten uit het water haalde, kwam Boelemekkemaai langs. De vreemde man bleef gewoon doorwerken. Boelemekkekaai werd woedend maar de veemde man trok er zich niets van aan. De vreemde man kon Boelemekkemaai wegjagen door 3 keer dezelfde beweging te doen. Met de rechterhand sloeg hij naar het hoofd en naar de borst en dan van de ene schouder naar de andere. Oswin was zo nieuwsgierig dat hij de vreemde man ging opzoeken. De man vertelde hem dat zijn naam Godfried was en dat hij zojuist het kruisteken had gemaakt. Het eerste jaargetij brak aan en Boelemekkemaai zou weer naar buiten komen om een mens te vangen. Terwijl vele mensen zich verstopten of eropuit trokken, bleven Godfried en Oswin gewoon doorwerken. 
De zon ging onder en een bende joelende duivels sleurden Oswin mee. Het geschreeuw weergalmde, het vuur laaide op en de schaduwen dansten in het rond. Maar Oswin kon zichzelf bevrijden. Hij toonde aan de andere inwoners hoe hij Boelemekkemaai van zich kon afschudden. Hij maakt het kruisteken en liet de andere hem nadoen. 
Op dat moment hoorden ze een ontzettende kreet van op de heuveltop. Het was de heks die om hulp schreeuwde. Oswin liep ernaartoe, omdat hij vertrouwde op de Heer. De heks had verkeerde kruiden gegeten en Oswin snelde naar Godfriend toe voor een geneesmiddel. Op dat moment kwam de enorme rotsblok op de heuvel los en rolde naar beneden recht op de twee mannen af. Ze konden zich gelukkig nog redden. De blok brak en verspreidde zich in grote en kleine stukken. Boelemekkemaai ging op de rotsblok staan en deed de vodden rond haar voet uit. Zij had een paardenhoef en was dus een duivel. Ze stampte met haar voet tegen de rotsblok en de voet drong heel diep door in de rotsblok. Maar Oswin en Godfried kenden geen schrik en klommen op een ander rotsblok. Godfried stak zijn kruisteken hoog de lucht in en riep ‘In den naam van den Vader en den Zoon en den Heiligen Geest, ik verban u van dezen grond, vrijgekocht door Christus bloed, u, alle duivels van de aarde en verbied u voortaan hier te komen!’
Vele duivels stierven, en Boelemekkemaai bleef alleen over. Zij smeekte om het gebed niet nog eens te zeggen. Maar Godfried sprak: “Morgen is dit land een heilig land, gewassen door het bloed van Gods eigen zoon”. Op dat moment stierf Boelemekkemaai. Langerlo was zo bevrijd van de akelige gebeurtenissen. Godfried knielde en zei: ‘In cruce salus: In het kruis is alle heil!’

#### Het wetenschappelijk verhaal

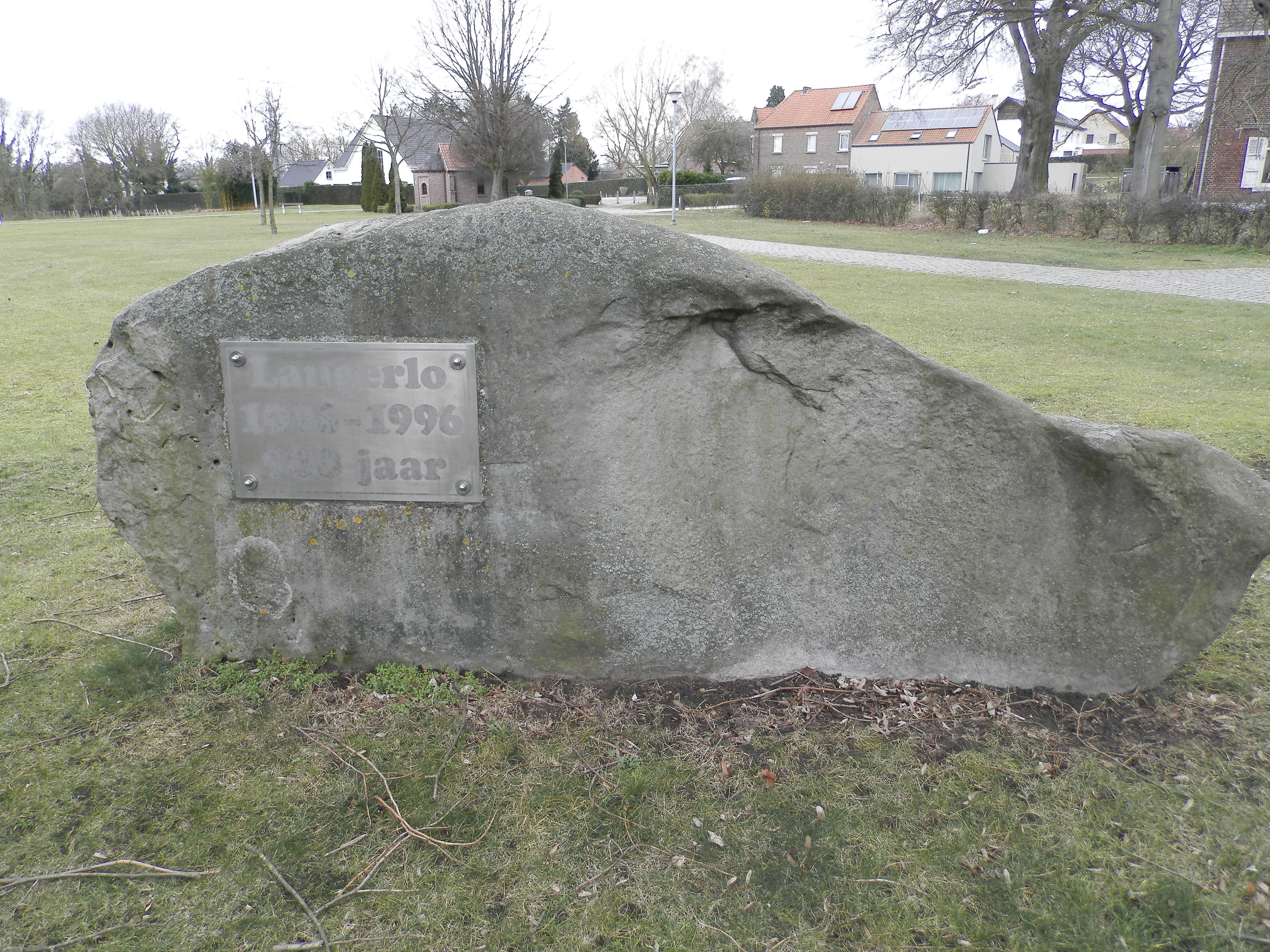
De duivelsteen

De duivelstenen zijn gevormd door het aaneenkitten van zand. Aan de binnenkant hebben ze een witte kleur, maar uitwendig zijn ze bruin of roodachtig. Ze zijn afkomstig uit het Bolderiaans tijdvak. De stenen wegen tussen de 1,4 en 3 ton. Een van de stenen vertoont een inham. Deze zou volgens het verhaal afkomstig zijn van de heks. Tijdens de werken aan het Albertkanaal werden een twintigtal grote stenen gevonden. Er werden maar 4 stenen behouden. Deze stenen lagen ten zuiden van het Albertkanaal. Tijdens de tweede industrialisatie werd de autofabriek Ford gebouwd op het grondgebied dat zich tussen het kanaal en Bilzen bevindt. Hierdoor kwamen de stenen op het grondgebied van autofabriek Genk te liggen. Om de geschiedenis te bewaren, liet Ford Genk de stenen onaangeroerd. In 1971 werd besloten om het kanaal te verbreden waardoor het lot van de duivelstenen bezegeld zou zijn. Op verzoek van de Heemkreeg besliste het College van Burgemeester en Schepenen, op 23.11.1971, dat de stenen behouden moesten worden en overgeplaatst mochten worden naar het Molenvijverpark. Na de restauratie van de kapel in 1989, werden ter gelegenheid van de eerste 15- augustus-processie in 1990, twee stenen terug gebracht naar Langerlo. De derde steen werd verplaatst op 06 september 1996, ter ere van het 900-jarig bestaan van Langerlo.

### Albertkanaal

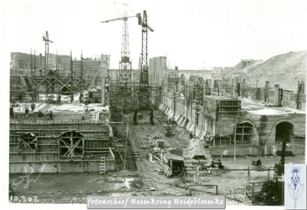
Aanleg Albertkanaal - Fotoarchief Heemkring Heidebloemke, Genk

In 1917 stelt minister Van Caenegem voor om een waterweg te graven over het hele grondgebied België. Dit was noodzakelijk aangezien Nederland weigerde om hun grondgebied te gebruiken. Anderen stelden een kanaal voor over Houthalen-Genk-Zutendaal naar Mechelen-aan-de-Maas om dan de Zuid-Willemsvaart en de mijn van Eisden te verbinden met de Maas. Dit voorstel werd goedgekeurd en de bouw werd gestart in Houthalen. Ingenieurs Van Caenegehem en Fontaine kantten zich daar tegen en konden de bouw stilleggen. In 1929 ontstond er een akkoord voor de bouw van hetAlbertkanaal. Het plan voorzag dat het Albertkanaal langs Waterschei en Winterslag zou lopen, maar tijdens de voorbereidende werken werden er verzakkingen vastgesteld. Zo kwam het dat het Albertkanaal langs Langerlo loopt. Vele boeren uit Langerlo werden onteigend en gingen aan de slag om het kanaal te graven.

### Haven Genk

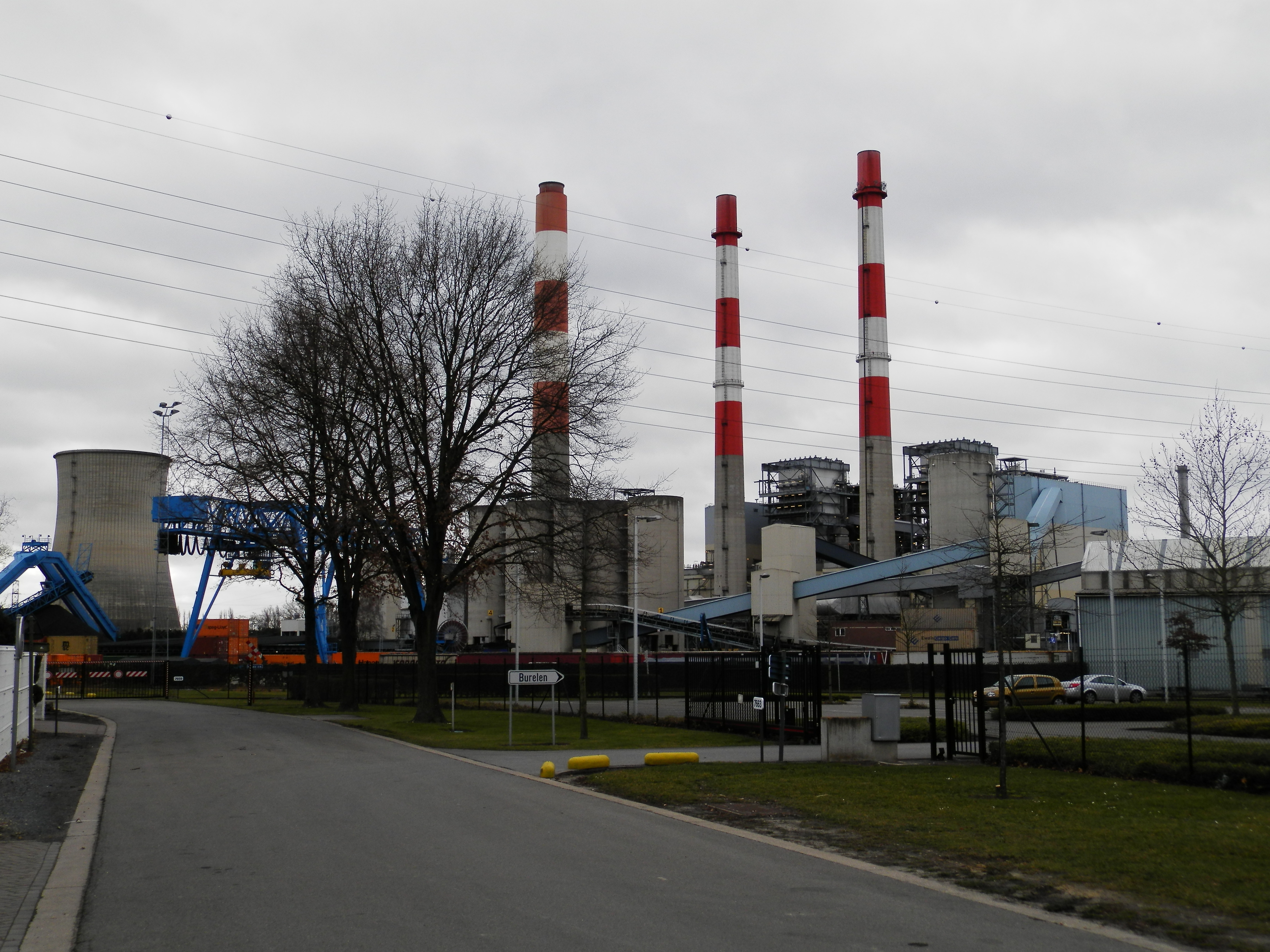
Haven Genk

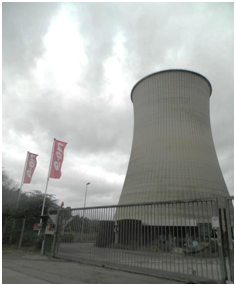
De elektriciteitscentrale

Tijdens de eerste industrialisatie werden de steenkoolmijnen in Genk al gebruikt. Om de steenkool te vervoeren werd in 1936 de Steenkoolhaven van Genk gesticht. De oorspronkelijke benaming was ‘Port Charbonnier’ en werd later omgevormd tot ‘Kolenhaven van Genk’. De oprichters waren de drie Genkse mijnvennootschappen, de mijnvennootschap van Houthalen en de Belgische staat. Het doel van de steenkoolhaven was het transport van steenkool op een economische wijze per schip te organiseren. 
De steenkool werd vooral via het Albertkanaal vervoerd naar Luik. Om het zo snel mogelijk te vervoeren, werd er geen enkele sluis voorzien op de waterweg Langerlo-Luik. Ook werden treinen ingezet om de steenkool te vervoeren. Vandaag de dag wordt er nog steeds gebruik van gemaakt om grondstoffen te vervoeren. Per laadbak kan er 9 ton vervoerd worden. Sinds de oprichting heeft de haven al meer dan 89.000.000 ton steenkool vervoerd. Toen de Luikse staalindustrie de goedkopere steenkool ging invoeren van Zuid-Afrika en Australië, moest de haven een deel van de activiteiten opvangen door nieuwe opdrachten. De steenkoolhaven sloot daarom een samenwerkingsakkoord af met N.V. Kempense Steenkolenmijnen.
In 1980 werd een contract afgesloten met EBES (nu E.ON), de elektriciteitscentrale van Langerlo. De kolenhaven mocht voorzien in de steenkool, toen de elektriciteitscentrale zich omvormde van stookoliecentrale naar steenkoolcentrale. Om deze elektriciteitscentrale van Langerlo te kunnen bevoorraden, werd er een nieuwe los- en laadmachine geïnstalleerd.
Momenteel maakt de centrale nog steeds gebruik van steenkool, maar gebruikt ze ook biomassa en gas. In 1977 werd de haven overgenomen door de Group Machiels en ArcelorMittal. Zij wijzigde de naam nogmaals in ‘Haven Genk’. De overnemers zorgde voor een uitbreiding van de haven. Sindsdien werkt de haven met containers. Deze containers kunnen zowel vervoerd worden via het water, de weg als via het treinverkeer. Ze zorgen voor de opslag, overslag, lediging, het vullen, reinigen en repareren van de containers. Hiervoor beschikt de haven over een opslagcapaciteit van 18.000 m². Om het vervoer voor de opdrachtgever te vervolledigen, zorgen ze ook voor de douane en btw formaliteiten.

### Kunst
In de 19de eeuw trokken veel schilders richting Genk omdat het een makkelijk te bereiken plaats was. Vele kunstwerken worden nu vertoond in het Emile Van Dorenmuseum. Ook van Langerlo werd een schilderij gemaakt. Dit schilderij werd gemaakt door Ludovic Janssen en kreeg de titel: ‘Langerloo Kempen’.
Er bestaan ook twee postkaarten met een afbeelding van Langerlo.
De eerste vertoont het leven van vroeger in de open vlakte (‘lo). De tweede postkaart is een boerderij zoals ze vroeger waren in Langerlo.